# 罗韦尼基 (俄罗斯)
罗韦尼基（羅馬化：Rovenʹki），是俄罗斯别尔哥罗德州的市级镇、罗韦尼基区行政中心，位于顿河流域内北顿涅茨河支流艾达尔河畔，在州首府别尔哥罗德东南方。
2021年有人口10,826人；2010年人口10,264；2002年人口9,742；1989年人口8,400。